# Epistula ad Carpianum
La Epistula ad Carpianum (Carta a Carpiano) o Carta de Eusebio es el título dado tradicionalmente a una carta de Eusebio de Cesarea a un cristiano llamado Carpiano. 

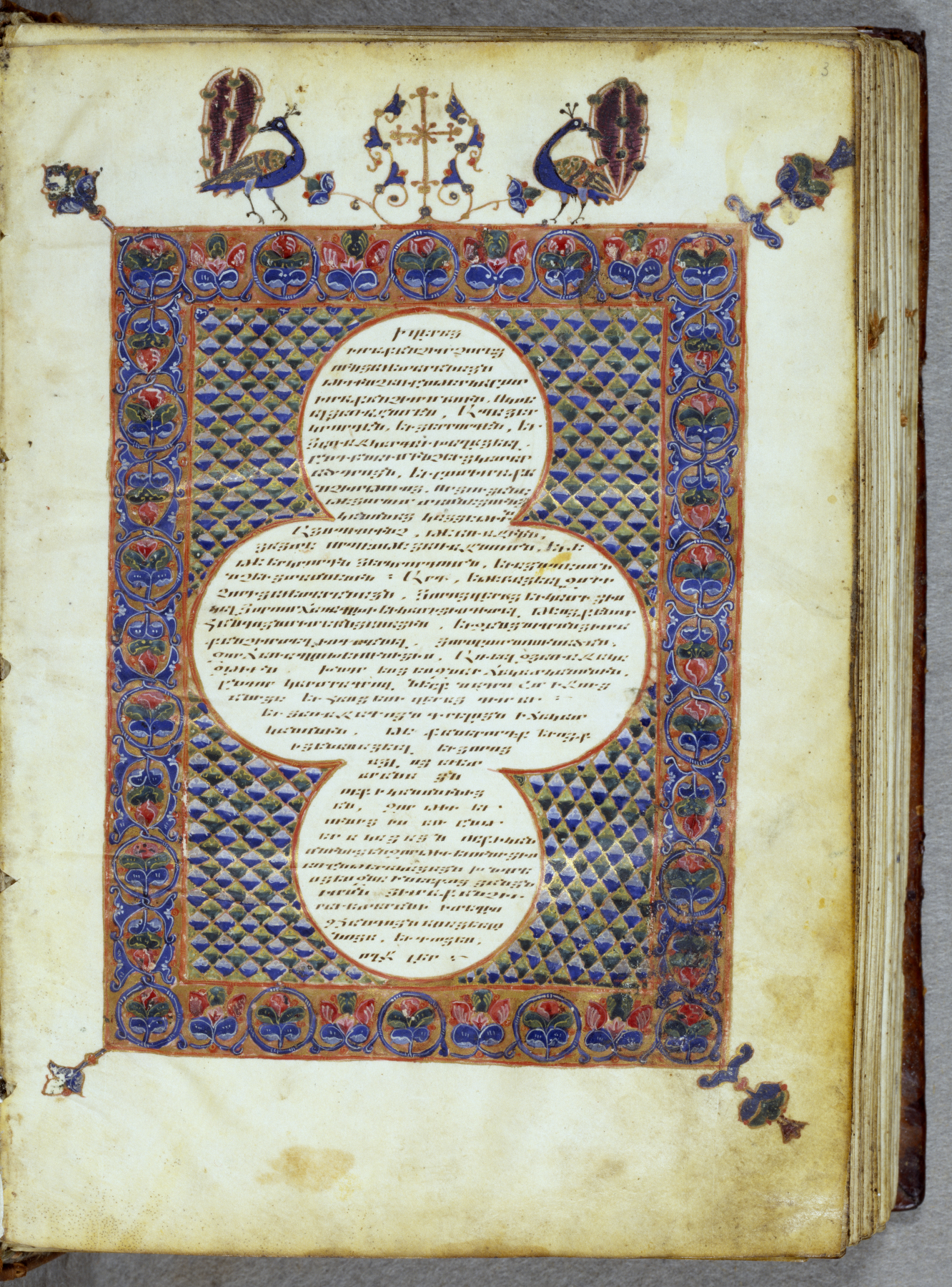
Carta de Eusebio a Carpiano, manuscrito armenio 1193. Walters Art Museum.

En esta carta, Eusebio explica su ingenioso sistema de armonía de los Evangelios, los Cánones de Eusebio (tablas) que dividen a los cuatro evangelios canónicos, y describen su propósito, en número de diez. Eusebio explica que Amonio de Alejandría había hecho un sistema en el que colocó secciones de los evangelios de Marcos, Lucas y Juan junto a sus secciones paralelas en Mateo. Como este alterado orden del texto normal de los evangelios de Marcos, Lucas y Juan, Eusebio utiliza un sistema en el que colocó las referencias a los textos paralelos en diez tablas o 'cánones'. Mediante el uso de estas tablas, los textos paralelos podrían ser fácilmente observados, pero también permanecía posible leer un Evangelio en su orden normal (el número de secciones era: Mateo 355, Marcos 236, Lucas 342, Juan 232; un total de 1165 secciones). El número de cada «sección amoniana» está escrito en el margen de un manuscrito, y debajo de estos números, otro número fue escrito en tinta de color. Los números de colores que se refieren a uno de los diez cánones de Eusebio, en los que los números de referencia se encontraban en las secciones paralelas de los otros evangelios.
Aparece con las tablas canónicas sobre los folios iniciales de muchos manuscritos griegos del Evangelio (por ejemplo, 021, 65, 108, 109, 112, 113, 114, 117, etc.). La epístola también se encuentra en las ediciones modernas del Nuevo Testamento griego.